# Cynegetis
Cynegetis — род божьих коровок из подсемейства Epilachninae.

## Описание
Коготки с зубцом у основания. Эпиплевры надкрылий с ямками для колен. Надкрылья покрыты редкими крупными и густыми мелкими точками.

## Систематика
В составе рода:
- Cynegetis aptera Paykull, 1798
- Cynegetis impunctata Linnaeus, 1767
- Cynegetis rapillyi Duverger 1983